# Fach
El terme alemany fach (pl. fächer, literalment "compartiment" o també "matèria (d'estudi)", "disciplina", amb la idea en tots els casos de "lloc que pertoca dins un conjunt més ampli", i ací amb el sentit d'"especialització (vocal)") (pronunciació alemanya: [ˈfax, ˈfɛçɐ]) designa un mètode de classificació de cantants, en principi de cantants d'òpera, segons el registre vocal, el pes vocal, i el color de llurs veus. Es fa servir arreu del món, però sobretot a Europa, en especial a països de parla alemanya i per part dels teatres d'òpera.
El sistema de Fach resulta útil tant per als cantants com per als teatres, ja que evita que a aquells se'ls donen papers que no els és possible cantar. Les companyies d'òpera tenen llistes de cantants disponibles classificats segons llur Fach, de manera que quan fan les audicions per a una nova producció s'estalvien de posar-se en contacte amb intèrprets que no serien adients per a un paper determinat.
Més avall hi figura una llista de Fächer, amb les extensions indicades en notació musical, junt amb els papers generalment considerats adequats per a cada un d'ells. Quan apareixen dos noms per al Fach, el primer és d'ús més comú actualment. Quan ha estat possible, s'ha donat un equivalent català i/o italià del Fach. Tanmateix, no tots els Fächer tenen equivalents immediats catalans o italians. Cal tenir en compte que alguns papers poden ésser cantats per més d'un Fach. Per exemple, algunes sopranos poden cantar tant papers de Koloratursopran i de Dramatischer Koloratursopran. A més a més, els papers tradicionalment més difícils poden donar-se a una altra veu diferent de la del Fach tradicional. Per exemple, la "Reina de la nit" és tradicionalment un paper més aviat de coloratura dramàtica, però és difícil trobar una veu d'aquestes característiques per cantar-lo, sobretot a causa de l'extensió extrema que exigeix. Així doncs, aquest paper sol cantar-lo una soprano de coloratura lírica.

## FächerdeSoprano

### Lyrischer Koloratursopran / Koloratursoubrette
- Equivalent català: soprano de coloratura or soprano de coloratura lírica
- Extensió: des de més o menys el DO central (DO4) fins al FA dues octaves i mitja superior (FA6).
- Descripció: normalment, però no sempre, és una soprano lleugera de veu aguda. Sovint pot ser una veu petita, sense la riquesa i la ressonància d'una soprano dramàtica. Ha de poder realitzar acrobàcies àgilment amb facilitat en els aguts. En moltes ocasions posseeix aguts extremadament alts, (amb notes per damunt del FA6 de la "Reina de la nit"), però hi ha també cantants en aquest Fach que no acostumen a cantar per damunt del MI bemoll agut.
- Papers:
  - Adina, L'elisir d'amore (Gaetano Donizetti)[1]
  - Marie, La fille du régiment (Gaetano Donizetti)[1]
  - Olympia, Les contes d'Hoffman (Jacques Offenbach)[2]
  - Oscar, Un ballo in maschera (Giuseppe Verdi)[2]
  - Zerbinetta, Ariadne auf Naxos (Richard Strauss)[2]

### Dramatischer Koloratursopran
- Equivalent català: Soprano de coloratura dramàtica
- Extensió: des de més o menys el DO central (DO4) fins al FA dues octaves i mitja superior (FA6).
- Descripció: igual que l'anterior, però amb una veu més rica i dramàtica. Sovint més densa i lírica que la d'una soprano de coloratura. També ha de poder realitzar acrobàcies vocals ràpides i atényer notes altes, com el FA6 de la "Reina de la nit".
- Papers:
  - Abigalle, Nabucco (Giuseppe Verdi)[2]
  - Donna Anna, Don Giovanni (Wolfgang Amadeus Mozart)[2]
  - Elvira, I puritani (Vincenzo Bellini)[2]
  - Fiordiligi, Così fan tutte (Wolfgang Amadeus Mozart)[2]
  - Gilda, Rigoletto (Giuseppe Verdi)[2]
  - Konstanze, Die Entführung aus dem Serail (Wolfgang Amadeus Mozart)[2]
  - Leonora, Il trovatore (Giuseppe Verdi)[2]
  - Norma, Norma (Vincenzo Bellini)[2]
  - Odabella, Attila (Giuseppe Verdi)[2]
  - The Queen of the Night, Die Zauberflöte (Wolfgang Amadeus Mozart)[2]
  - Violetta, La traviata (Giuseppe Verdi)[2]

Cal no confondre la soprano de coloratura dramàtica mozartiana amb la soprano de coloratura dramàtica italiana. Una intèrpret que cante Konstanze, Donna Anna o Fiordiligi no necessàriament ha de poder cantar papers de coloratura dramàtica italians, els quals tenen altres exigències vocals. Imogene, Leonora i Violetta requereixen una veu de soprano dramàtica, i són cantats sobretot per sopranos dramàtiques de veu àgil capaces de produir coloratura i aguts. Papers com Norma, Lady Macbeth, Odabella o Abigaille són bons exemples de papers italians que no necessàriament són per a una soprano de coloratura —tot i que la partitura requereix coloratura—, sinó per a una soprano dramàtica amb molt de cos, capaç de cantar amb un dramatisme màxim i amb la flexibilitat suficient per cantar coloratura. Giuseppe Verdi va escriure nombrosos papers d'aquesta mena en les primeres obres.

### Deutsche Soubrette / Charaktersopran
- Equivalent català: Soubrette
- Extensió: des de més o menys el DO central (DO4) fins al DO dues octaves superior (DO6).
- Descripció: veu lírica lleugera, dolça i encantadora, normalment capaç d'executar passatges florits semblants als d'una veu de coloratura. L'extensió ocupa un lloc intermedi entre la d'una soprano de coloratura i la d'una soprano lírica. La major part de sopranos comencen com a soubrettes, i canvien de Fach a mesura que la veu els madura.
- Papers:
  - Barbarina, Le nozze di Figaro (Wolfgang Amadeus Mozart)[1]
  - Papagena, Die Zauberflöte (Wolfgang Amadeus Mozart)[1]
  - Susanna, Le nozze di Figaro (Wolfgang Amadeus Mozart)[3]
  - Zerlina, Don Giovanni (Wolfgang Amadeus Mozart)[3]

### Lyrischer Sopran
- Equivalent català: soprano lírica
- Extensió: des de més o menys el SI3, immediatament per sota del DO central (DO4), fins al DO dues octaves superior (DO6).
- Descripció: soprano més flexible que la soubrette, amb capacitat per al legato, el portamento, i certa agilitat; sol posseir qualitats més expressives i sensuals que les d'aquella, la qual tendeix a ser en gran manera coqueta i una mica "piulejadora". És una veu molt comuna; així doncs, la puresa i el caràcter del timbre bàsic són essencials. És la veu de soprano "bàsica", que no s'ubica en cap dels extrems que hi trobem dins la gamma de veus de soprano. No destaca per posseir uns atributs vocals especials, com ara la potència, la resistència, la destresa tècnica o l'agilitat. Tanmateix, hi ha nombroses sopranos líriques que posseeixen diverses d'aquestes característiques, cosa que les faculta per cantar una major varietat de papers. Tot i això, l'essencial d'una veritable veu fonamentalment lírica no implica aquests trets. La innocència, la vulnerabilitat i el patetisme s'expressen normalment en la música escrita per a personatges interpretats per una soprano lírica a causa de la seua senzillesa encantadora. Aquest Fach és també famós perquè les veus normalment mantenen la frescor fins a una edat avançada.
- Papers:
  - Gretel, Hänsel und Gretel (Engelbert Humperdinck)[3]
  - Lauretta, Gianni Schicchi  (Giacomo Puccini)[3]
  - Liù, Turandot (Giacomo Puccini)[3]
  - Micäela, Carmen (Georges Bizet)[3]
  - Pamina, Die Zauberflöte (Wolfgang Amadeus Mozart)[3]
  - Sophie, Werther (Jules Massenet)[3]
  - Susanna, Le nozze di Figaro (Wolfgang Amadeus Mozart)[3]
  - Tatyana,  Eugene Onegin (Pyotr Ilyich Tchaikovsky)

### Jugendlich dramatischer Sopran
- Equivalent català: soprano dramàtica lírica
- Extensió: des de més o menys el LA3, immediatament per sota del DO central (DO4), fins al DO dues octaves superior (DO6).
- Descripció: la versió italiana d'aquest Fach és la veu spinto, literalment "empesa". Tanmateix el terme no és acurat per caracteritzar la producció vocal de la cantant. Una soprano dramàtica lírica posseeix un instrument líric que també pot crear sons grandiosos, que destaquen en un clímax orquestral o coral. Aquesta veu de vegades es qualifica com de soprano dramàtica "jove" o "jovenívola", encara que aquests termes no necessàriament es refereixen a l'edat de la cantant sinó més aviat a la qualitat tonal de la veu. Aquest Fach està molt més clarament determinat en el sistema alemany que no pas en l'estatunidenc. Segons la cantant, però, aquest tipus de veu pot resultar flexible, ja que no se situa en cap extrem del ventall de sopranos. Les spintos de vegades poden escometre papers lleugers de mezzo o, per l'altre cantó, papers lírics o fins i tot de coloratura.
- Papers:
  - Amelia, Un ballo in maschera (Giuseppe Verdi)[4]
  - Cio-Cio San, Madama Butterfly (Giacomo Puccini)[4]
  - Chrysothemis, Elektra (Richard Strauss)[4]
  - Desdemona, Otello (Giuseppe Verdi)[4]
  - Donna Elvira, Don Giovanni (Wolfgang Amadeus Mozart)[4]
  - Elisabeth, Tannhäuser (Richard Wagner)[4]
  - Elsa, Lohengrin (Richard Wagner)(Richard Wagner)[4]
  - Eva, Die Meistersinger von Nürnberg (Richard Wagner)[4]
  - Giulietta, Les contes d'Hoffmann (Jacques Offenbach)[4]
  - Liza, La dama de piques (Piotr Ilitx Txaikovski)
  - Maddalena, Andrea Chénier (Umberto Giordano)[3]
  - Magda Sorel, The Consul (Gian Carlo Menotti)[4]
  - Manon Lescaut, Manon Lescaut (Giacomo Puccini)
  - Marie, Wozzeck, (Alban Berg[3]
  - Marie/Marietta, Die tote Stadt (Erich Wolfgang Korngold)[4]
  - Mimi, La bohème (Giacomo Puccini)[4]
  - Suor Angelica, Suor Angelica (Giacomo Puccini)[4]

### Dramatischer Sopran
- Equivalent català: soprano dramàtica plena
- Extensió: des de més o menys el LA3, immediatament per sota del DO central (DO4), fins al DO dues octaves superior (DO6).
- Descripció: a causa de la seua veu rica i plena de sonoritat, una soprano dramàtica ha de poder ser capaç de destacar per damunt d'una gran orquestra, proesa que exigeix un so poderós. A les sopranos dramàtiques no se'ls demana que tinguen la flexibilitat dels Fächer més lleugers. A pesar que la major part de sopranos dramàtiques posseeix una veu més robusta i obscura, n'hi ha algunes amb un to líric més lleuger. Amb tot, en aquests casos, el gran volum i resistència a què s'associa normalment la veu de soprano dramàtica encara hi són presents. Les sopranos dramàtiques de veu més obscura poden fins i tot fer incursions amb gran reeiximent en el territori de les mezzosopranos dramàtiques.
- Papers:
  - Ariadne, Ariadne auf Naxos (Richard Strauss)[4]
  - Dido, Les Troyens (Hector Berlioz)[4]
  - Leonore, Fidelio (Ludwig van Beethoven)[4]
  - Marschallin, Der Rosenkavalier (Richard Strauss)[4]
  - Minnie, La fanciulla del West (Giacomo Puccini)[4]
  - Santuzza, Cavalleria rusticana (Pietro Mascagni)[4]
  - Tosca, Tosca (Giacomo Puccini)[4]

Dos dels papers suara esmentats, Salomé i Die Kaiserin, són per a sopranos dramàtiques relativament agudes, i exigeixen que la soprano aguante llargues tirades amb una tessitura molt aguda. El mateix Richard Strauss va indicar que Salomé, a causa de la seua aguda tessitura, l'hauria de cantar algú amb flexibilitat per a la coloratura dramàtica.

### Hochdramatischer Sopran
- Equivalent català: soprano dramàtica densa
- Extensió: des de més o menys el FA3, per sota del DO central (DO4), fins al DO dues octaves superior (DO6).
- Descripció: veu capaç de respondre a les demandes de les òperes de maduresa de Wagner. És sòlida, molt potent i equilibrada en tots els registres. Grandiosa i estentòria, fins i tot més que la veu d'una soprano dramàtica "normal". Malgrat que totes dues són comparables i de vegades és difícil distingir-les, la veu de soprano dramàtica densa posseeix major vigor, resistència i volum. Les sopranos hochdramatische convincents són escasses.

## FächerdeMezzosopranoiContralt

### Koloratur-Mezzosopran
- Equivalent català: mezzosoprano de coloratura
- Extensió: des de més o menys el SOL3, per sota del DO central (DO4), fins al SI dues octaves superior (SI5).
- Descripció: la trobem sobretot en les òperes de Rossini, en papers que originalment van ser escrits per a contralts amb agilitat i seguretat en els aguts. Actualment aquests papers els canten mezzosopranos i de vegades fins i tot sopranos. A vegades una soprano lírica o plena de veu flexible canta els papers tal com van ser escrits, mentre que una soprano de coloratura autèntica els interpreta transportat a tons més aguts.
- Papers:
  - Angelina, La Cenerentola (Gioachino Rossini)[5]
  - Isabella, L'italiana in Algeri (Gioachino Rossini)[5]
  - Rosina, Il barbiere di Siviglia (Gioachino Rossini)[5]
  - Tancredi, Tancredi, (Gioacchino Rossini)[5]

### Lyrischer Mezzosopran / Spielalt
- Equivalent català: lmezzosoprano lírica
- Extensió: des de més o menys el SOL3, per sota del DO central (DO4), fins al SI dues octaves superior (SI5).
- Descripció: és l'instrument d'una soprano lírica en una tessitura menys aguda. El so resultant és menys penetrant, més llagrimós i més aviat sentit. Ambdues veus són similars, per això donen lloc al termes "soprano curta", o siga, una soprano sense els aguts més alts. De fet, moltes mezzosopranos líriques que posseeixen extensions notables en els aguts fan la transició cap a la veu de soprano en algun moment de llurs carreres.
- Papers:
  - Dorabella, Così fan tutte (Wolfgang Amadeus Mozart)[5]
  - Hänsel, Hänsel und Gretel (Engelbert Humperdinck)[5]
  - Suzuki, Madama Butterfly (Giacomo Puccini)[5]

### Dramatischer Mezzosopran
- Equivalent català: mezzosoprano dramàtica
- Extensió: des de més o menys el SOL3, per sota del DO central (DO4), fins al SI dues octaves superior (SI5).
- Descripció: les mezzosopranos dramàtiques tenen extensions molt semblants a les de la soprano dramàtica. La principal diferència és la resistència i la facilitat amb què tots dos tipus de veus canten —la mezzo se centra la major part del temps en els seus registres mitjans i greus, i puja fins a notes com ara el SIb4 agut únicament en els clímaxs dramàtics. Per tant, nombroses mezzosopranos reïxen a cantar alguns papers de soprano dramàtica escrits en una tessitura més greu.
- Papers:
  - Cassandra, Les Troyens (Hector Berlioz)[5]
  - The Composer, Ariadne auf Naxos (Richard Strauss)[5]
  - Dalila, Samson et Dalila (Camille Saint-Saëns)[5]
  - Eboli, Don Carlos (Giuseppe Verdi)[5]
  - Fricka, Das Rheingold, Die Walküre (Richard Wagner)[5]
  - Gertrud, Hänsel und Gretel (Engelbert Humperdinck)[5]
  - Klytaemnestra, Elektra (Richard Strauss)[5]
  - Octavian, Der Rosenkavalier (Richard Strauss)[5]
  - Ortrud, Lohengrin (Richard Wagner)[5]
  - The Witch, Hänsel und Gretel (Engelbert Humperdinck)

### Dramatischer Alt
- Equivalent català: contralt dramàtica
- Extensió: des de més o menys el FA3, per sota del DO central (DO4), fins al SOL o el LA dues octaves superior (SOL5, LA5).
- Descripció: estilísticament semblant a la mezzosoprano dramàtica, però de registre més greu. Canta normalment pels voltants del límit entre la veu de pit i la veu mitjana. Nombroses mezzos han provat de fer aquests papers, tanmateix a les contralts vertaderes els va millor. Es tracta d'una veu femenina greu i penetrant, poc freqüent, amb un so més obscur i ric que el d'una contralt típica.

### Tiefer Alt
- Equivalent català: low contralto
- Extensió: des de més o menys el MI3, per sota del DO central (DO4), fins al MI dues octaves superior (MI5).
- Descripció: veu femenina greu.
- Papers:
  - Gaea, Daphne (Richard Strauss)[6]
  - Geneviève, Pelléas et Mélisande (Claude Debussy)[6]

## FächerdeTenor

### Spieltenor/ Tenor buffo
- Equivalent català: tenor còmic (líric). Un Spieltenor pot acabar cantant en la categoria de lyrischer Tenor, més lleugera. El factor determinant serà la bellesa de la veu.
- Extensió: des de més o menys el DO greu (DO3) fins al SI4.

### Charaktertenor
- Equivalent català: tenor dramàtic; ha de posseir bones aptituds dramàtiques.
- Extensió: des de més o menys el SI greu (SI2) fins al DO5.

### Lyrischer Tenor
- Equivalent català: tenor líric
- Extensió: des de més o menys el DO greu (DO3) fins al DO5.
- Papers:
  - Alfredo, La traviata (Giuseppe Verdi)[7]
  - Almaviva, Il barbiere di Siviglia (Gioachino Rossini)[7]
  - Belmonte, Die Entführung aus dem Serail (Wolfgang Amadeus Mozart)[7]
  - Don Ottavio, Don Giovanni (Wolfgang Amadeus Mozart)[7]
  - Il Duca, Rigoletto (Giuseppe Verdi)[7]
  - Lindoro, L'italiana in Algeri (Gioachino Rossini)[7]
  - Nemorino, L'elisir d'amore (Gaetano Donizetti)[7]
  - Ramiro, La Cenerentola (Gioachino Rossini)[7]
  - Tamino, Die Zauberflöte (Wolfgang Amadeus Mozart)[7]

### Jugendlicher Heldentenor
- Equivalent català: tenor dramàtic líric conegut també com a Spinto.
- Extensió: des de més o menys el DO greu (DO3) fins al DO5.
- Descripció: tenor amb un registre agut ampli, amb la brillantor necessària per destacar sobre la textura orquestral.
- Papers:
  - Calaf, Turandot (Giacomo Puccini)[8]
  - Canio, Pagliacci (Ruggero Leoncavallo)[8]
  - Cavaradossi, Tosca (Giacomo Puccini)[8]
  - Dick Johnson, La fanciulla del West (Giacomo Puccini)[9]
  - Don Alvaro, La forza del destino (Giuseppe Verdi)[9]
  - Don José, Carmen (Georges Bizet)[8]
  - Florestan, Fidelio (Ludwig van Beethoven)[8]
  - Idomeneo, Idomeneo (Wolfgang Amadeus Mozart)[8]
  - Lohengrin, Lohengrin (Richard Wagner)[9]
  - Manrico, Il trovatore (Giuseppe Verdi)[9]
  - Max, Der Freischütz (Carl Maria von Weber)[9]
  - Radamès, Aida (Giuseppe Verdi)[9]

### Heldentenor
- Equivalent català: tenor heroic o tenor dramàtic.
- Extensió: des de més o menys el SI greu (SI2) fins al DO5.
- Descripció: tenor dramàtic ple, amb característiques de baríton en el registre mitjà i la brillantor necessària per obrir-se pas entre una textura orquestral densa.
- Papers:
  - Otello, Otello (Giuseppe Verdi)[9]
  - Siegfried, Der Ring des Nibelungen (Richard Wagner)[9]
  - Tristan, Tristan und Isolde (Richard Wagner)[9]
  - Tannhäuser, Tannhäuser (Richard Wagner)[9]
  - Walther von Stolzing, Die Meistersinger (Richard Wagner)[9]

## FächerdeBaríton

### Bariton/Baryton-Martin
- Extensió: del DO3 al SI4[10]
- Descripció: els barítons Martin, anomenats així en honor de Jean-Blaise Martin —de vegades també reben el nom de barítons lleugers[11]— no tenen el registre més greu (G2–B2) que posseeixen barítons més plens, i té, per contra, una qualitat vocal més lleugera, gairebé de tenor.

### Lyrischer Bariton / Spielbariton
- Equivalent català: baríton líric
- Extensió: des de més o menys el SI2 fins als LAb4.
- Descripció: veu de baríton suau i dolça, sense aspror. Molts barítons lírics papers requereixen floritures i coloratura, línies melòdiques belles i presència carismàtica.
- Papers:
  - Albert, Werther (Jules Massenet)[12]
  - Belcore, L'elisir d'amore (Gaetano Donizetti)[9]
  - Billy Budd, Billy Budd (Benjamin Britten)[9]
  - Dottore Malatesta, Don Pasquale (Gaetano Donizetti)[9]
  - Figaro, Il barbiere di Siviglia (Gioachino Rossini)[12]
  - Guglielmo, Così fan tutte (Wolfgang Amadeus Mozart)[12]
  - Papageno, Die Zauberflöte (Wolfgang Amadeus Mozart)[12]
  - Prospero, The Tempest (Thomas Adès)

### Kavalierbariton
- Equivalent català: baryton-noble en francès, baritono cantabile en italià.
- Extensió: des de més o menys el LA2 fins al SOL4.
- Descripció: veu metàl·lica, més aspra i punyent que la del baríton líric, capaç de cantar tant frases líriques com dramàtiques, amb un color vocal viril i bona presència física. No tan potent com el baríton verdià o Charakterbariton, el qual ha d'exhibir una poderosa presència escènica, probablement amb una gran envergadura física i aparença atlètica.
- Papers:
  - Conte Almaviva, Le nozze di Figaro (Wolfgang Amadeus Mozart)[12]
  - Count, Capriccio (Richard Strauss)[12]
  - Don Giovanni, Don Giovanni (Wolfgang Amadeus Mozart)[12]
  - Escamillo, Carmen (Georges Bizet)[12]
  - Ford, Falstaff (Giuseppe Verdi)[12]
  - Lescaut, Manon Lescaut (Giacomo Puccini)[12]
  - Lord Enrico Ashton, Lucia di Lammermoor (Gaetano Donizetti)[12]
  - Marcello, La bohème (Giacomo Puccini)[12]
  - Onegin, Eugene Onegin (Pyotr Ilyich Tchaikovsky)[12]
  - Rodrigo de Posa, Don Carlo (Giuseppe Verdi)[12]
  - Sharpless, Madama Butterfly (Giacomo Puccini)[12]
  - Valentin, Faust (Charles Gounod)[12]
  - Wolfram von Eschenbach, Tannhäuser (Richard Wagner)[12]

### Charakterbariton
- Equivalent català: baríton verdià.
- Extensió: des de més o menys el LA2 fins al SOL4.
- Descripció: veu de tessitura aguda, especialment efectiva, doncs, en passatges de registre alt. Pot cantar amb solidesa i facilitat en la part aguda de l'extensió de baríton, i de vegades arriba al do agut (DO4). El baríton verdià normalment posseeix molt de squillo o "dring".
- Papers:
  - Scarpia, Tosca (Giacomo Puccini)[13]
  - Wozzeck (title role) (Alban Berg)[13]

### Heldenbariton
- Equivalent català: baríton dramàtic
- Extensió: des de més o menys el SOL2 fins al FA#4.
- Descripció: literalment "baríton heroic". Al teatres alemanys un veritable Heldenbariton és una possessió molt estimada, ja que és un cantant amb una potència emocionant i una maduresa acreditada en la producció del so.
- Papers:
  - Alfio, Cavalleria rusticana (Pietro Mascagni)[13]
  - Amonasro, Aida (Giuseppe Verdi)[13]
  - Ezio, Attila (Giuseppe Verdi)[13]
  - Gérard, Andrea Chénier (Umberto Giordano)[13]
  - Iago, Otello (Giuseppe Verdi)[13]
  - Jack Rance, La fanciulla del West (Giacomo Puccini)[13]
  - Jochanaan, Salomé (Richard Strauss)[13]
  - Macbeth (title role) (Giuseppe Verdi)[13]
  - Michele, Il tabarro (Giacomo Puccini)[13]
  - Don Pizarro, Fidelio (Ludwig van Beethoven)[12]
  - Simon Boccanegra (title role) (Giuseppe Verdi)[13]
  - Telramund, Lohengrin (Richard Wagner)[13]
  - Tonio, Pagliacci (Ruggero Leoncavallo)[13]

### Lyrischer Bassbariton/Low lyric baritone
- Equivalent català: baríton líric greu.

- Extensió: des de més o menys el SOL2 fins al FA#4.
- Descripció: l'extensió del baríton baix pot variar significativament segons el paper, amb casos més exigents que d'altres. Alguns barítons baixos són barítons, mentre que d'altres són baixos.

### Dramatischer Bassbariton/Low dramatic baritone
- Equivalent català: baríton baix dramàtic, baríton dramàtic, baix-baríton.
- Extensió: des de més o menys el SOL2 fins al FA#4.

## Fächerdebaix

### Basso cantante/Lyric bass-bariton/High lyric bass
- Equivalent català: baix-baríton líric, lleuger o cantante.
- Extensió: des de més o menys el MI2 fins al FA4.
- Basso cantante significa "baix cantant".[14]

### Hoher Bass/Dramatic bass-baritone/High dramatic bass
- Equivalent català: baix-baríton dramàtic, baix hoher.
- Extensió: des de més o menys el MI2 fins al FA4.

### Jugendlicher Bass
- Equivalent català: baix jove.
- Extensió: des de més o menys el MI2 fins al FA4.
- Descripció: home jove (independentment de l'edat del cantant).

### Spielbass/Bassbuffo/Lyric buffo
- Equivalent català: baix còmic líric, baix buf líric.
- Extensió: des de més o menys el MI2 fins al FA4.
- Papers:
  - Don Alfonso, Così fan tutte (Wolfgang Amadeus Mozart)[15]
  - Don Pasquale, Don Pasquale (Gaetano Donizetti)[15]
  - Dottor Dulcamara, L'elisir d'amore (Gaetano Donizetti)[15]
  - Don Bartolo, Il barbiere di Siviglia (Gioachino Rossini)[15]
  - Don Magnifico, La Cenerentola (Gioachino Rossini)[15]
  - Leporello, Don Giovanni (Wolfgang Amadeus Mozart)[15]
  - The Sacristan Tosca (Giacomo Puccini)[15]

### Schwerer Spielbass/Dramatic buffo
- Equivalent català: baix còmic dramàtic, baix buf dramàtic.
- Extensió: des de més o menys el DO2 fins al fins al FA4.
- Papers:
  - Baron Ochs auf Lerchenau, Der Rosenkavalier (Richard Strauss)[15]
  - Daland, Der fliegende Holländer (Richard Wagner)[15]
  - Méphistophélès, Faust (Charles Gounod)[15]

### Lyrischer seriöser Bass
- Equivalent català: baix profund (italià: basso profondo) líric.[16] Kloiber dona només una categoria per als papers "seriöser"..
- Extensió: des de més o menys el DO2 fins al FA4.
- El basso profondo és el tipus de veu més greu. Segons J.B. Steane en Voices, Singers, and Critics, la veu de baix profund "deriva d'un mètode de producció del to que elimina el vibrato ràpid italià. Posseeix en canvi una mena de solidesa tonal, de fermesa i compacitat que pot tanmateix resultar susceptible de l'altra classe de vibrato, el de baixa velocitat, el temut trèmolo."
- Papers:
  - Don Bartolo, Le nozze di Figaro (Wolfgang Amadeus Mozart)[16]
  - Fiesco, Simon Boccanegra (Giuseppe Verdi)[17]
  - Padre Guardiano, La forza del destino (Giuseppe Verdi)[17]
  - Pimen, Boris Godunov (Modest Mussorgsky)[16]
  - Rocco, Fidelio (Ludwig van Beethoven)[16]
  - Sarastro, Die Zauberflöte (Wolfgang Amadeus Mozart)[16]
  - Sir Morosus, Die schweigsame Frau (Richard Strauss)[16]
  - Sparafucile, Rigoletto (Giuseppe Verdi)[17]

### Dramatischer seriöser Bass
- Equivalent català: baix profund dramàtic.
- Extensió: des de més o menys el DO2 fins al FA2.
- Descripció: el baix profund drampatic és una poderosa veu de baix profund.[18]
- Papers:
  - Il Commendatore (Don Pedro), Don Giovanni (Wolfgang Amadeus Mozart)[17]
  - Fafner, Das Rheingold, Siegfried (Richard Wagner)[17]
  - The Grand Inquisitor, Don Carlos (Giuseppe Verdi)[17]
  - Gurnemanz, Titurel, Parsifal (Richard Wagner)[17]
  - Heinrich, Lohengrin (Richard Wagner)[17]
  - Marke, Tristan und Isolde (Richard Wagner)[17]